# Brione, Trento
Brione är en ort och frazione i kommunen Borgo Chiesei provinsen Trento i regionen Trentino-Sydtyrolen i Italien.
Brione upphörde som kommun den 1 januari 2016 och bildade med de tidigare kommunerna Cimego och Condino den nya kommunen Borgo Chiese. Den tidigare kommunen hade 121 invånare (2015).